# Umut Bulut
Umut Bulut (Yeşilhisar, Turquia, 15 de março de 1983) é um jogador de futebol turco, com 1,84 de altura. Joga atualmente no Galatasaray SK com a camisa número 9.

## Equipes de juventude
- 1994-2000 - Petrol Ofisi

## Equipes principais
Anos            Clubes          Partidas  Gols
2000-2001	Petrol Ofisi	28	  (5)
2001-2006	Ankaragücü	90	  (36)
2002-2003	→ İnegölspor (empréstimo)	30	(8)
2006-2011	Trabzonspor	161	  (88)
2011-2012	Toulouse	31	  (5)
2012-	Galatasaray	        66        (19)